# Šanov u Rakovníka

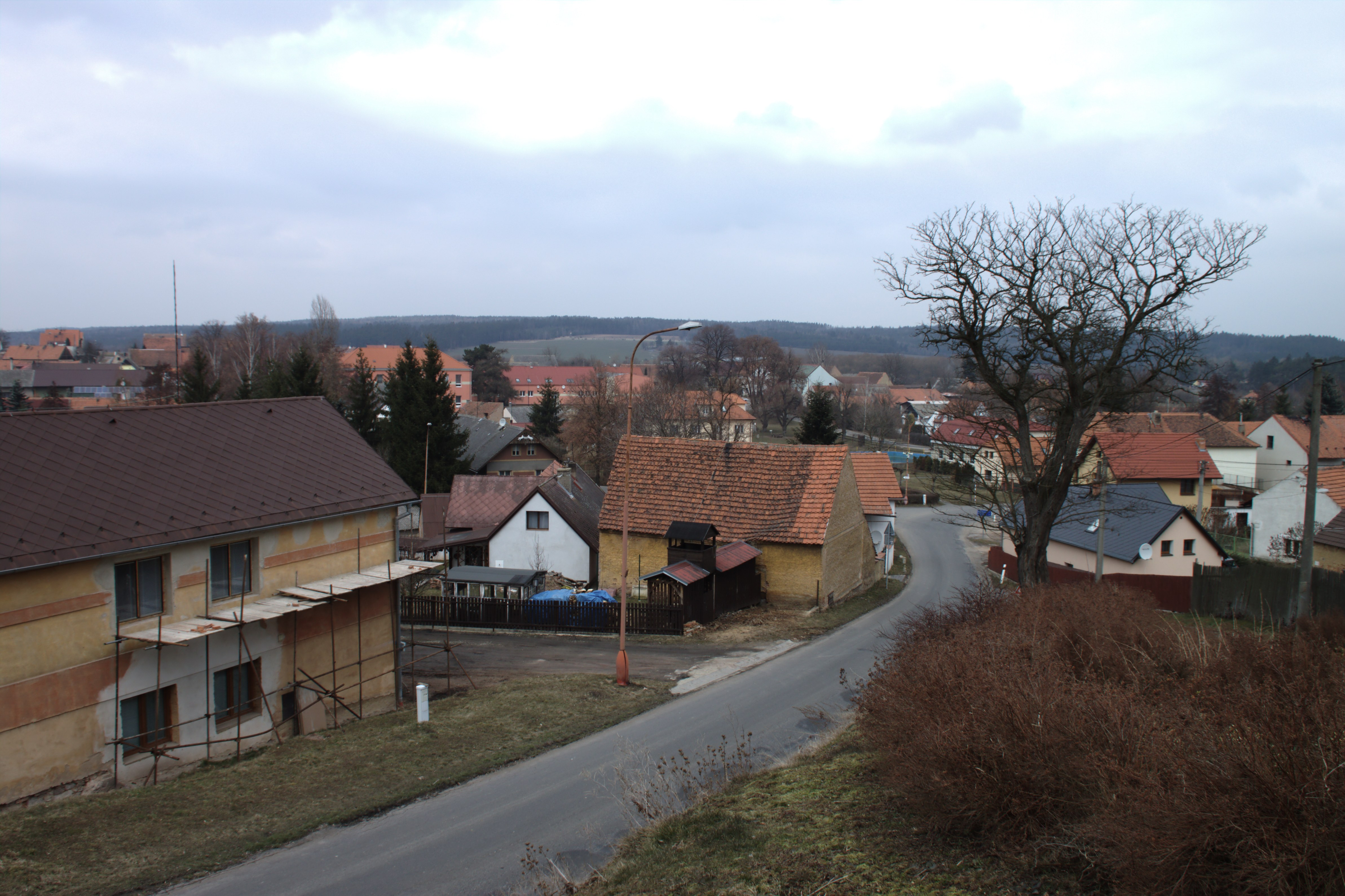
Blick von der Kirche auf das Dorf

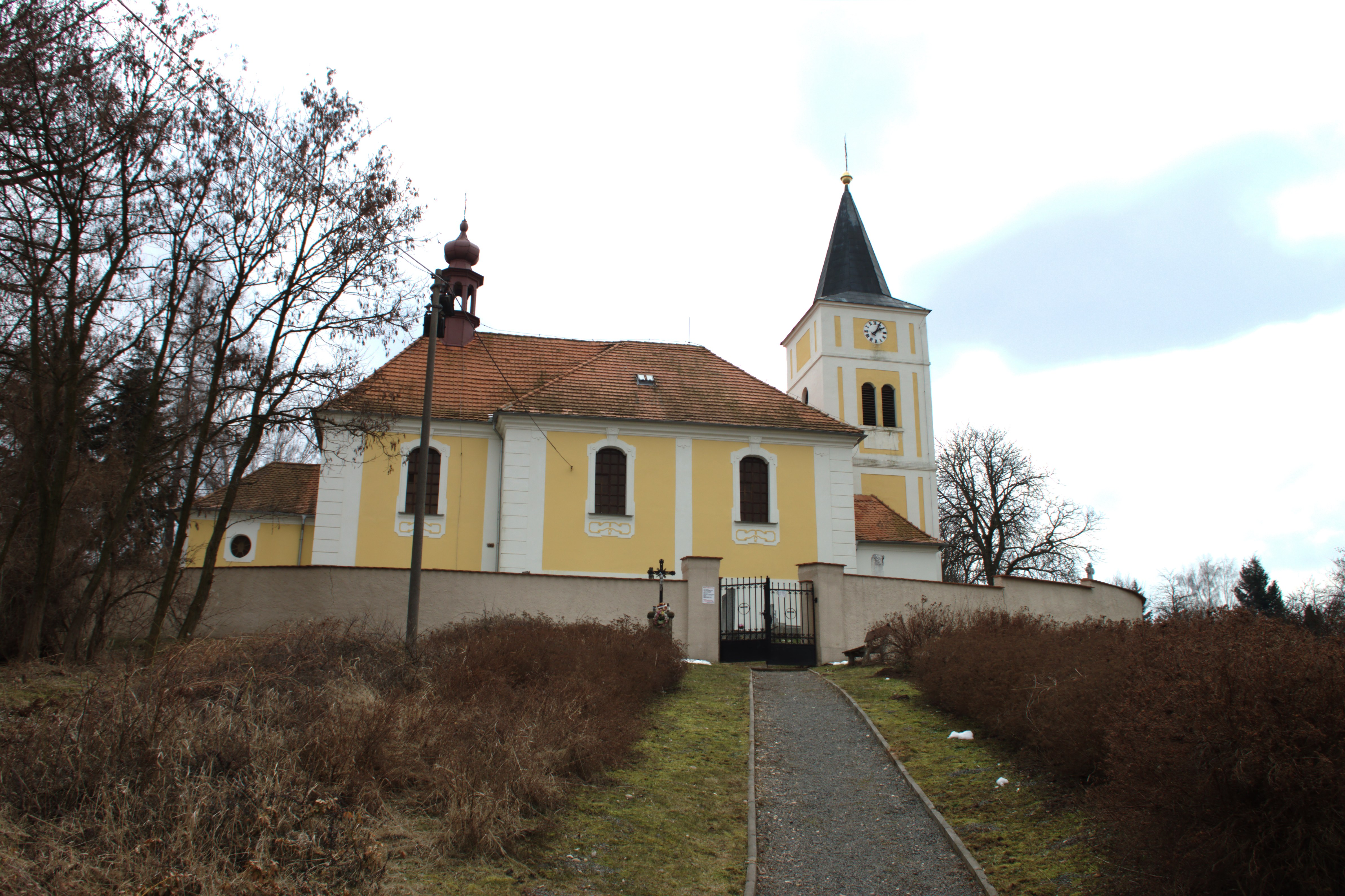
Kirche Mariä Himmelfahrt

Šanov (deutsch Schanowa, 1939–45 Schönau) ist eine Gemeinde in Tschechien. Sie liegt acht Kilometer westlich von Rakovník und gehört zum Okres Rakovník.

## Geographie
Šanov befindet sich im Rakonitzer Hügelland. Das Dorf liegt am Unterlauf des Baches Řeřišský potok, unmittelbar vor dessen Mündung in den Rakovnický potok. Nördlich erhebt sich die Vinice (423 m), nordöstlich der Šibeník (406 m) und im Süden die Kukle (403 m). Am nördlichen Ortsrand verläuft die Bahnstrecke Rakovník–Bečov nad Teplou durch das Tal des Rakovnický potok.
Nachbarorte sind Mateska, Kolešovice, Přílepy, Přílepský Mlýn und Nouzov im Norden, Patrákův Mlýn, Senomaty, Letiště und Rakovník im Nordosten, Hostokryje im Osten, Lubná, Brant, Senec und Příčina im Südosten, Petrovice, Obora und Zavidov im Süden, Nový Dvůr, Václavy und Řeřichy im Südwesten, Klečetné im Westen sowie Oráčov, Švihov, Pšovlky und Vinice im Nordwesten.

## Geschichte
Archäologische Funde belegen eine jungsteinzeitliche Siedlung auf dem Kukle, in der Sandgrube wurde eine Begräbnisstätte der Urnenfelderkultur aufgefunden.
Die erste schriftliche Erwähnung des Dorfes erfolgte im Jahre 1275 im Zuge einer Erbteilung der Söhne des Sulislav von Trnovan über die Dörfer Vrbice, Bedlno, Očihovec, Březnice, Hluboká, Smrk und Šanov, bei der Bohuslav Šanov erhielt. Er errichtete eine Feste als seinen Sitz, nannte sich fortan Bohuslav von Šanov (Bohuzlai de Sanowe) und ist der Stammvater des Geschlechts Šanovec von Šanov. Im Jahre 1296 gehörte das Gut Bohuslavs Söhnen Petr und Kunrát von Šanov. Seit 1384 ist ein Pfarrer in Šanov nachweisbar. Im Jahre 1392 hatten die Brüder Heřman und Jan Suchomel von Černčice ihren Sitz in Šanov. Diese besaßen jedoch nicht das ganze Dorf, weitere Besitzer von Anteilen waren Jan Kumpanec von Vidhostice und sein Bruder – der Pfarrer Aleš aus Senomaty, außerdem Peter von Šprimberk, Vaněk z Necek und Oldřich von Šanov. Später erwarben Hanek, Jan und Vilém von Krakovec sukzessive die verschiedenen Anteile. Der erste urkundliche Nachweis der Feste erfolgte 1413 als Sitz von Hanek und Jan von Krakovec. Haneks Witwe Klara verkaufte den Besitz 1417 an Jan Kněžátka von Šanov. Während der Hussitenkriege wurde die Feste Šanov zerstört. Im Jahre 1451 kaufte Jan von Nedvídkov auf Šanov die wüste Feste und das Dorf, er ließ die Feste wiederaufbauen. Zu dieser Zeit bestanden in Šanov sechs Freibauernhöfe (dvory kmetcí). Nachdem der Meierhof Šanov 1454 an die Krone Böhmen heimgefallen war, wurde dieser an Nikolaus, genannt Jezmaso, von Šanov verliehen. Später erwarb Jan Jidášek von Jeneč alle Anteile des Dorfes, ab 1472 nannte er sich Jan Jidášek von Šanov. Im Jahre 1512 bestand Šanov aus 22 Anwesen, von denen 19 dem Petr von Václavy, Řeřichy, Šanov, Pšovlky und Hostokryje sowie drei Václav Satanéř von Drahovice gehörten. Später erwarb Václav Satanéř das ganze Dorf und überließ es 1525 dem Pürglitzer Burghauptmann Petr Holý von Chrást. Dieser verkaufte Šanov an Petr Šatný von Brodce. Im Jahre 1545 erwarb Anna von Vřesovice das Gut und vereinigte es mit Petrovice. Nachfolgende Besitzer waren Vilém Sviták von Landstein und Burian Prostibořský von Vrtba. Im Jahre 1542 kaufte Václav Dlask von Vchynice Petrovice mit der Feste und dem Meierhof Šanov sowie einer Hälfte von Hostokryje. Zu den nachfolgenden Besitzern von Petrovice gehörten ab 1569 Radslaw Wchinsky von Wchinitz und zu Beginn des 17. Jahrhunderts Georg Hrobschitzky von Hrobschitz. In den letzten Oktobertagen 1620 wurde das Dorf von kaiserlichen Truppen, die mit 50.000 Mann zunächst bei Senomaty lagerten und dann nach Rakonitz zogen, geplündert und gänzlich niedergebrannt. Wegen Georg Hrobschitzkys Beteiligung am Ständeaufstand wurde das Gut Petrowitz nach der Schlacht am Weißen Berg konfisziert und 1623 an Johann Zeller verkauft. Zeller begann 1638 mit dem Wiederaufbau des ruinierten Dorfes und veräußerte das Gut Petrowitz dann an Marie Wchinsky von Wchinitz, die die Wiederbesiedlung ab 1646 fortsetzte. Im Jahre 1651 bestand Šanov aus 19 Bauernhöfen und vier Chaluppen, von denen noch immer elf Höfe und drei Chaluppen wüst lagen. Im Dorf lebten 36 Personen, die mit einer Ausnahme sämtlich Katholiken waren. Zwischen 1652 und 1653 wurden in Šanov fünf neue Bauern angesiedelt. Nachfolgender Grundherr war ab 1660 Otto Georg Freiherr von Helversen (Sohn des Otto Plato von Helversen). Zu seiner Zeit wurden die letzten wüsten Stellen in Šanov wiederbesiedelt. Im Jahre 1700 bestand das Dorf aus 27 Anwesen. Zu Beginn des 18. Jahrhunderts verkaufte von Helversen das Gut an Johann Josef von Waldstein. Dieser ließ bei Petrowitz eine neue Kirche mit Pfarrhaus und Schule erbauen und nach deren Fertigstellung 1715 die Pfarre Schanowa nach Petrowitz verlegen. Im selben Jahre überschrieb Waldstein das Gut seiner Tochter Maria Anna Fürstin zu Fürstenberg, die es am 13. Januar 1732 an Georg Olivier von Wallis verkaufte. 1744 erbte die Besitzungen sein Sohn Stephan Olivier von Wallis, der das Gut mit der Herrschaft Koleschowitz vereinigte. Šanov bestand im Jahre 1788 aus 18 Bauernwirtschaften, sechs Chalupnern und 28 Häuslern. Im Lauf der Zeit wurde das Dorf als Schonow, Sanow, Schanou und Schanova bezeichnet. 1832 erbte Stephans Sohn Rudolf Olivier Graf von Wallis den Besitz, ihm folgte 1838 dessen Sohn Friedrich Olivier Graf von Wallis.
Im Jahre 1843 bestand Schanowa bzw. Šanow aus 91 Häusern mit 698 Einwohnern. Im Ort gab es die Filialkirche Mariä Himmelfahrt, eine Schule, ein Wirtshaus und eine Mühle. Abseits lagen zwei einschichtige Mühlen mit Brettsäge – Beim Mühlhansel und die Kaukelmühle (Patrákův Mlýn). Pfarrort war Petrowitz. Bis zur Mitte des 19. Jahrhunderts blieb Schanowa dem an die Fideikommissherrschaft Koleschowitz angeschlossenen Allodialgut Petrowitz untertänig.
Nach der Aufhebung der Patrimonialherrschaften bildete Šanov / Schanowa ab 1850 mit dem Ortsteil Nový Dvůr eine Gemeinde im Bezirk Rakonitz und Gerichtsbezirk Rakonitz. Im Jahre 1897 nahmen die k.k. Staatsbahnen den Betrieb auf der Bahnstrecke Rakonitz–Luditz auf. Nový Dvůr wurde 1930 nach Řeřichy umgemeindet. Im Jahre 1932 lebten in Šanov 891 Personen. In Folge des Münchner Abkommens wurde Šanov 1938 Grenzort zum Deutschen Reich. Nach der deutschen Besetzung erhielt die Gemeinde den deutschen Namen Schönau.
Seit 1999 führt Šanov ein Wappen und Banner, der schwarze Hut mit dem goldenen Streifen entstammt dem Wappen des Geschlechts Šanovec von Šanov. Die Gemeinde gehört seit 2001 zur Mikroregion Čistá-Senomaty.

## Gemeindegliederung
Für die Gemeinde Šanov sind keine Ortsteile ausgewiesen.

## Sehenswürdigkeiten
- Kirche Mariä Himmelfahrt, der ursprünglich gotische Bau war bis 1715 Pfarrkirche. Nach der Verlegung der Pfarre nach Petrovice wurde die Kirche zwischen 1715 und 1730 barock umgestaltet.
- Wüste Feste Šanov, südöstlich über dem Dorf auf einem Sporn am Kukle, sie wurde wahrscheinlich zum Ende des 13. Jahrhunderts durch Bohuzlai de Sanowe angelegt und ist seit 1413 urkundlich belegt. Nach dem Anschluss des Gutes an Petrovice verlor sie 1545 ihre Bedeutung als Herrensitz und wurde dem Verfall überlassen. 1555 wurde sie letztmals erwähnt. Erhalten sind ein kreisförmiger Graben und Wälle.